# Jahrbuch für sexuelle Zwischenstufen

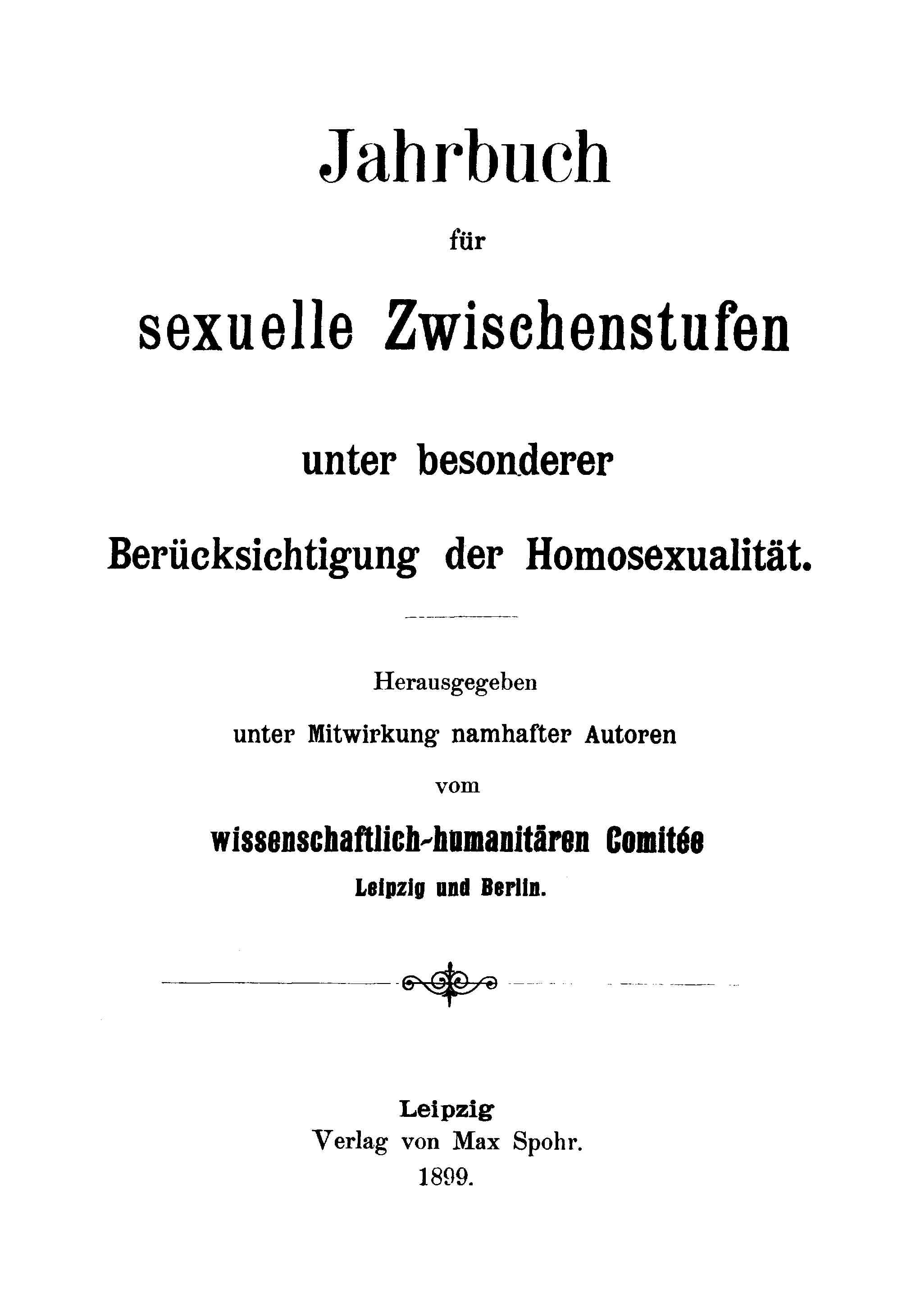
Frontespizio della prima annata (1899) dello Jahrbuch.

Con il nome di Jahrbuch für sexuelle Zwischenstufen (Annuario/Annale per gli stadi sessuali intermedi) è nota la pubblicazione fondata da Magnus Hirschfeld, già fondatore, nel 1897, della prima associazione militante omosessuale, il Wissenschaftlich-humanitäres Komitee ("Comitato scientifico-umanitario").

## Caratteristiche
Lo Jahrbuch fu edito dal 1899 al 1923 come pubblicazione di tipo culturale e scientifico, proponendo il meglio di quanto la cultura dell'epoca era in grado di offrire sull'omosessualità in vari campi. Lo Jahrbuch spaziava infatti dalla storiografia alla critica letteraria, dalla sessuologia alla psicologia eccetera. Tra le molte firme che vi contribuirono una delle più note è oggi quella di Sigmund Freud.
Come indica il titolo, la tesi centrale dell'annuario era ovviamente quella dello stesso Hirschfeld, ovvero che l'omosessualità costituisse un sesso intermedio, a metà strada fra la virilità e la femminilità, ed essendo una condizione innata non aveva senso interpretarla in senso morale, condannandola con apposite leggi. 
Ciò detto, va riconosciuta ad Hirschfeld la capacità di ospitare contributi qualificati che si distanziavano anche molto da tale sua impostazione, al punto che, nonostante la tesi da lui sostenuta sia ormai superata, la rivista mantiene un notevole interesse storico e culturale ancora oggi, al punto da essere stata riedita (su microfiches).
Ovviamente lo scopo ultimo dell'Annuario era lo stesso del WHK: educare la società in modo da arrivare all'abolizione del paragrafo 175.

## Periodicità

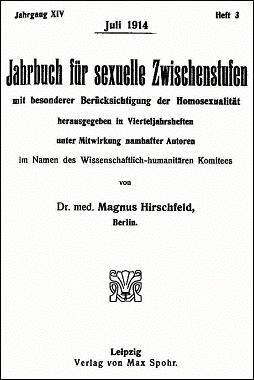
Frontespizio del numero del luglio 1914 dello Jahrbuch.

Fino al 1908 (con un'interruzione nel 1907), la pubblicazione ebbe cadenza annuale o biennale (1903, 1905); a causa di problemi finanziari e della guerra, a partire dal 1909 la rivista uscì con irregolarità.

## Traduzioni italiane
Una selezione di articoli da questa rivista viene edita online con regolarità, in formato .pdf, sia nel testo originale che in traduzione italiana (sotto licenza Creative Commons), dal sito italiano Omofonie.

## Autori e collaboratori
- Magnus Hirschfeld
- Iwan Bloch
- Alfred Fuchs
- Richard von Krafft-Ebing
- Albert Moll
- Hans Licht (pseudonimo di Paul Brandt),
- Numa Praetorius (pseudonimo di Eugen Wilhelm)
- Lucien von Römer
- Elisabeth Dauthendey
- Kurt Hiller
- Elisar von Kupffer
- Hans Blüher
- Benedict Friedlaender
- Arduin (pseudonimo di Karl Friedrich Jordan)
- Anna Rüling

## Ristampa anastatica
- Magnus Hirschfeld (a cura di), "Jahrbuch für sexuelle Zwischenstufen unter besonderer Berücksichtigung der Homosexualität", 1. 1899 - 9. 1908 /13. 1913 /14. 1914 /19. 1919 - 23. 1923. Vierteljahresberichte ... während der Kriegszeit 15. 1915 - 18. 1918, Fischer, Harald 1996. ISBN 389131132X